# Mitsubishi Mizushima
Il Mitsubishi Mizushima è stato il primo di una serie di motocarri per usi commerciali prodotti in Giappone dalla Mitsubishi Motors Corporation a partire dal 1946 fino al 1962. Il veicolo, dal punto di vista meccanico, era molto semplice. Aveva una portata di 400 kg ed era dotato di un telone ripiegabile che proteggeva gli occupanti. Insieme allo scooter Silver Pigeon il Mizushima rappresentò la risposta della Mitsubishi alla espansione della motorizzazione in Giappone dopo la fine del conflitto.

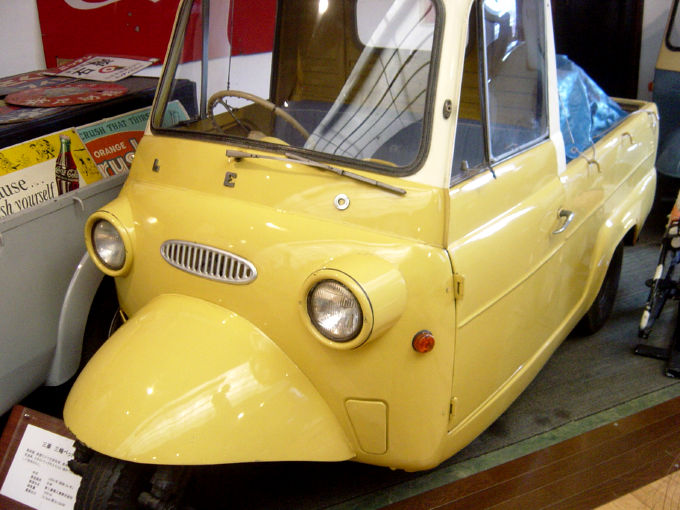
Il Mitsubishi Leo

I modelli successivi offrivano una maggiore capacità di carico ed una ampia gamma di allestimenti. Il modello TM3D venne prodotto dal 1948 al 1950 e disponeva di un tetto rigido per la cabina. Il modello successivo, TM18, venne introdotto nel 1955 e poteva trasportare più di due tonnellate di carico. Il Mitsubishi Leo venne introdotto nel 1959 e, pur mantenendo una somiglianza con il Mizushima, può essere considerato come il modello di transizione tra i veicoli prodotti nel primo dopoguerra e il Minica che invece rappresentava il futuro della motorizzazione. Nel 1962 il veicolo verrà sostituito dal Mitsubishi Minicab. La produzione del Mizushima ammonterà a circa 90.000 esemplari
Nei primi anni del XXI secolo Olivier Boulay, divenuto capo progettista della Mitsubishi nel 2001, ha riproposto i principali spunti stilistici del Leo nel suo primo prototipo.